# Zomereik

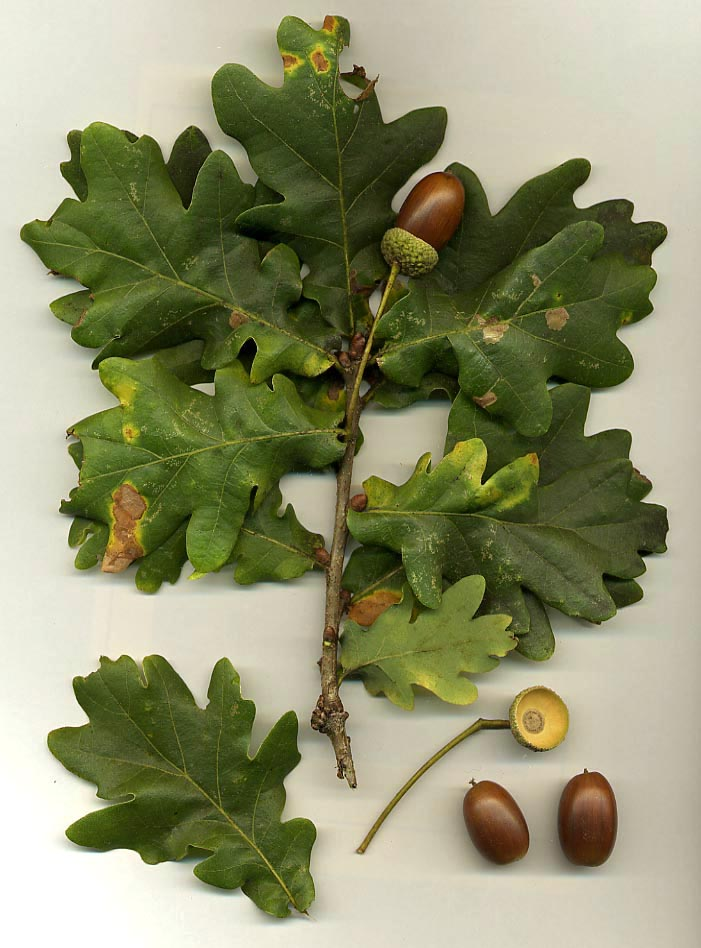
Bladeren

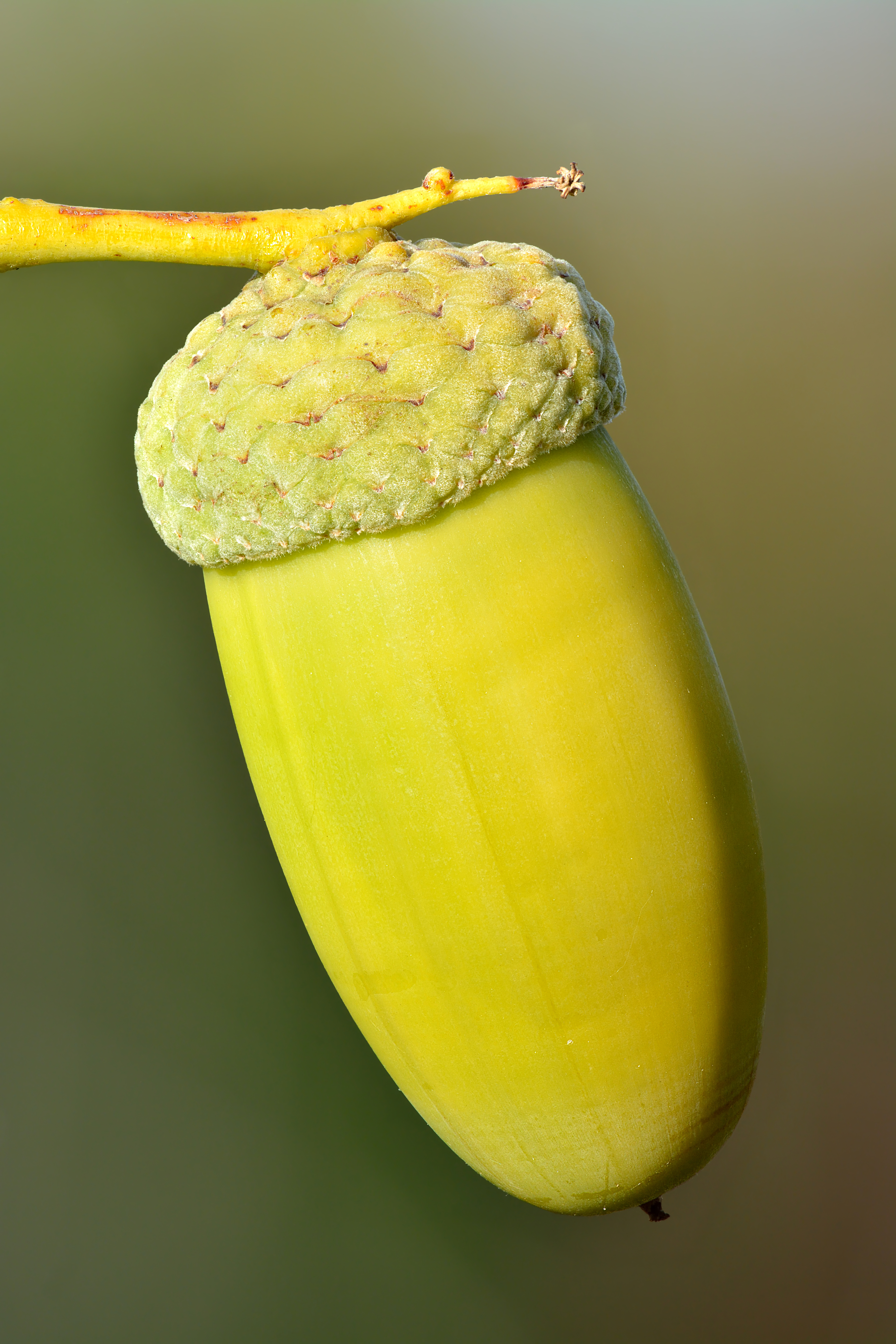
Eikel

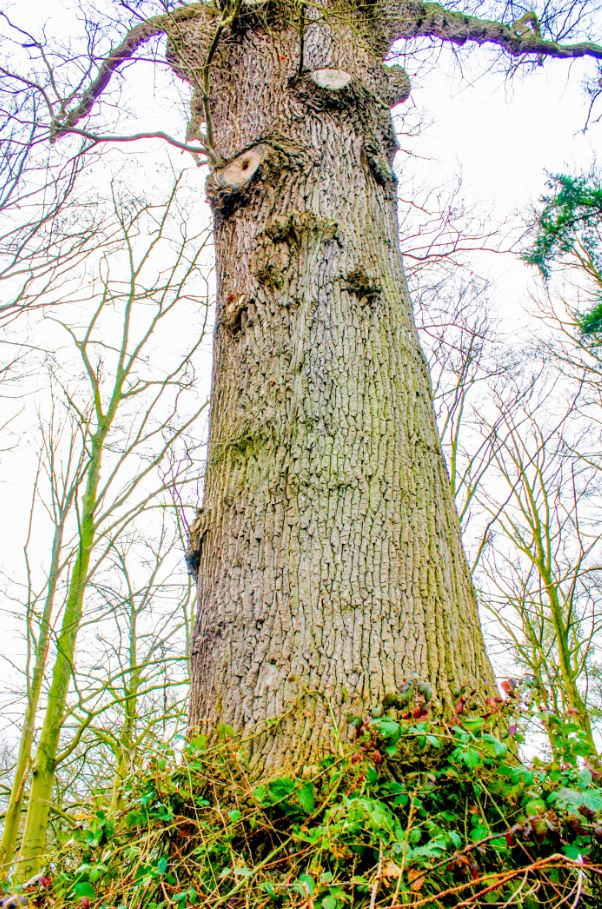
Stam

Zomereik (Quercus robur) is een plantensoort uit het geslacht eik (Quercus). Het is een zeer langlevende, Europese, hardhout leverende boom. De bladeren van zomereik verteren moeilijk wat zijn invloed heeft op de strooisellaag in het bos.
Zomereik heeft zich sinds de laatste ijstijd (Weichselien) vanuit Zuid-Spanje, Zuid-Italië en het zuiden van de Balkan naar het noorden over Europa verspreid. De Nederlandse en Belgische autochtone eiken komen oorspronkelijk uit Zuid-Spanje en Zuid-Italië. Daarnaast zijn er in Nederland en België ook veel uit andere gebieden afkomstige eiken aangeplant.

## Eik en het bos
Zomereik is historisch een van de dominante soorten in het West-Europese bos. Men zou verwachten dat, wanneer je een bos op zijn beloop laat, de eik zijn positie kan bewaren. Dit blijkt echter niet zo te zijn. Eiken hebben licht nodig om te ontkiemen en op te groeien tot een boom (het is een uitgesproken lichtminnende boomsoort). In een 'natuurlijk' bos zonder grote grazers is de concurrentie voor licht in het nadeel van de eik. Schaduwverdragende soorten als beuk en haagbeuk zijn beter in staat om die gaten te dichten.
In een natuurlijke wildernis met grote grazers (rund, paard, herten, eventueel wisent en eland) bestaat een bos uit een boomgroep omgeven door bosranden van struweel. Dat struweel, bestaande uit sleedoorn, braam, meidoorn en roos, is in eerste instantie boomloos. Eiken worden hoofdzakelijk door de gaai en de bosmuis verspreid. De gaai zorgt voor transport op lange afstand (tot enkele kilometers ver), terwijl de bosmuis vooral zorgt voor verspreiding van de eikels binnen het bos (tot meer dan 50 m). Indien ze beschermd zijn tegen de grazers, kan de eik er opgroeien tot een boom en is er een begin van een bos. In dergelijke begraasde gebieden is de eik door deze hulp en door zijn krachtige wortelstelsel in het voordeel ten opzichte van andere boomsoorten.

## Determinatie
Het blad van zomereik is onregelmatig gelobd, met drie tot zeven diepe bochtige insnijdingen en heeft een asymmetrische vorm. Het blad is kaal en heeft zijn grootste breedte boven het midden. De bladsteel is kort (1–9 mm); de bladvoet is hartvormig en aan beide zijden oorvormig teruggebogen. De bladvorm is het makkelijkst te herkennen onderscheid met de nauw verwante wintereik. De bladeren zitten voornamelijk in kortloten, in groepjes nabij de toppen van de twijgen. Hierdoor en doordat de bladeren onregelmatig gericht staan, maakt de kroon een losse en rommelige indruk.
De eik verliest heel laat zijn bladeren. Jonge eiken houden vaak gedurende de hele winter hun verdorde blad vast. De bladontplooiing in de lente vindt plaats eind april, begin mei.
De knoppen zijn kort en stomp, glanzend lichtbruin en meestal kaal, maar erg variabel.
Zomereik is eenhuizig. De mannelijke en vrouwelijke bloemen komen in aparte bloeiwijzen op de boom voor.
De 2–3 cm lange eikels staan, vaak gepaard, op flinke (5–12 cm) lange steeltjes (vandaar de Duitse naam: "Stieleiche").
De schors van jonge bomen is glad en zwak grauwgroen glanzend, van oudere bomen wordt de schors diep en vrij onregelmatig gegroefd en grijsgroen van kleur. Naast lengtegroeven zijn er, in tegenstelling tot bij de wintereik of de tamme kastanje, ook vaak horizontale dwarsgroeven. Zeer oude eiken vertonen vaak zeer diepe groeven.
Zomereik is zeer variabel van groeivorm. Er is een grote variatie in genetische herkomst bij zomereiken, wat zijn weerslag heeft op uiterlijke kenmerken. In vrije stand vertakt de stam zich meestal spoedig en vormt op den duur een brede, losse kroon van zware, vaak grillig kronkelende takken.
Afhankelijk van de standplaats worden vrijstaande eiken 15–25, soms 30–35 meter hoog. De kroon kan zeer breed uitgroeien, tot een koepel van 25 en soms 35–40 meter breed.
In gesloten opstanden daarentegen vormt zomereik een lange, rechte stam met een hoog aangezette, relatief kleine kroon. In bossen bereiken eiken hoogtes van 20–30, in optimale omstandigheden 35–40 meter.
Op arme bodems groeien eiken langzaam en ontwikkelen er meestal spichtige of gedrongen vormen. Op vruchtbaarder en voldoende vochthoudende bodems groeien ze veel sneller en kunnen er formidabele afmetingen bereiken.
De dikste eik van Nederland, op landgoed Verwolde, Laren - Gelderland, heeft een stamomtrek van 765 cm bij een hoogte van 25 m. In de omringende landen staan echter vele dikkere eiken, met een stamomtrek tot 12–14 meter. De wat betreft het houtvolume grootste eik van Europa is vermoedelijk de grote eik van Ivenack, Duitsland, met een hoogte van 32,2 meter en een stamomtrek op borsthoogte van 11 meter.

## Voorkomen en verspreiding

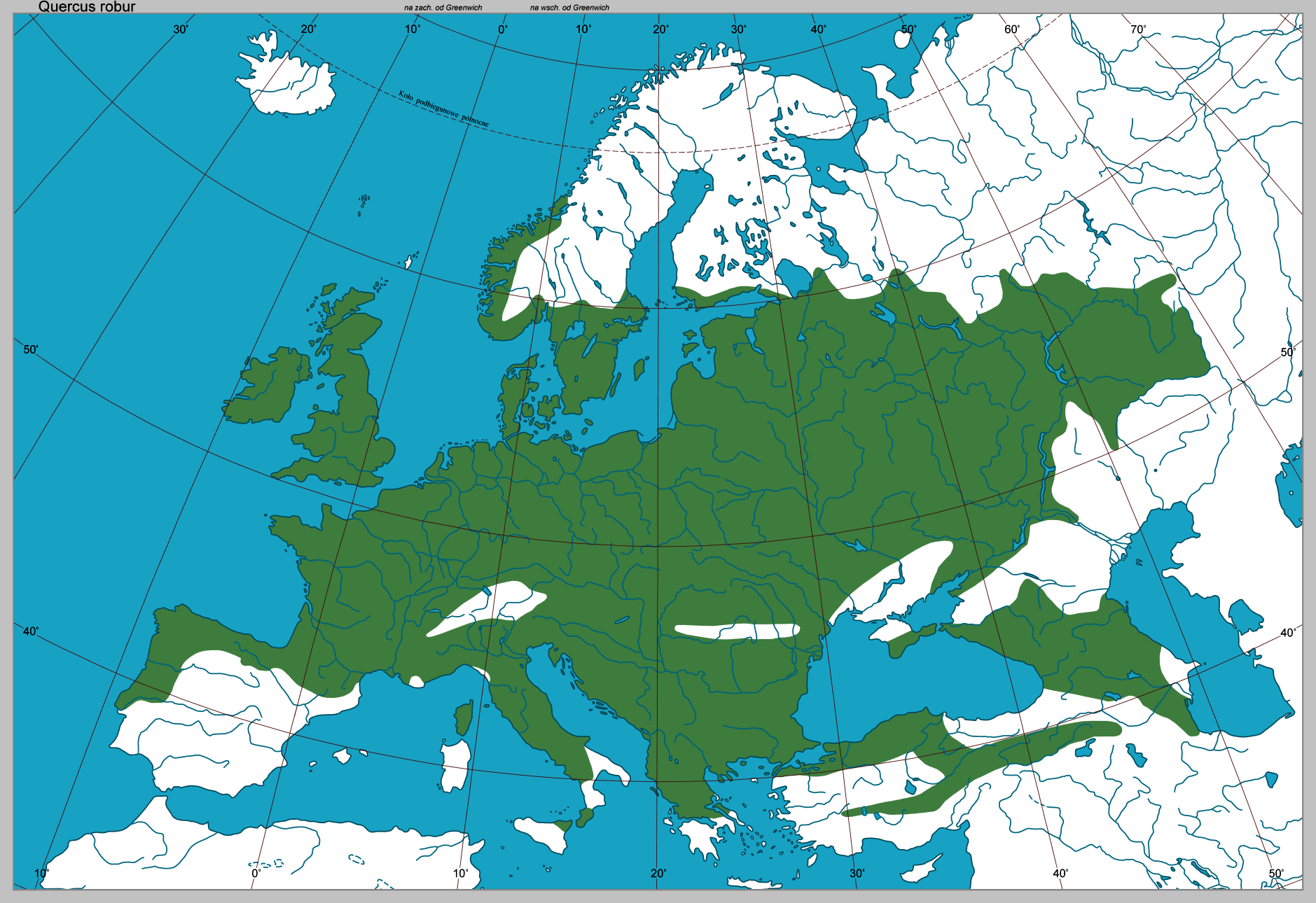
Kaart van het Europese verspreidingsgebied.

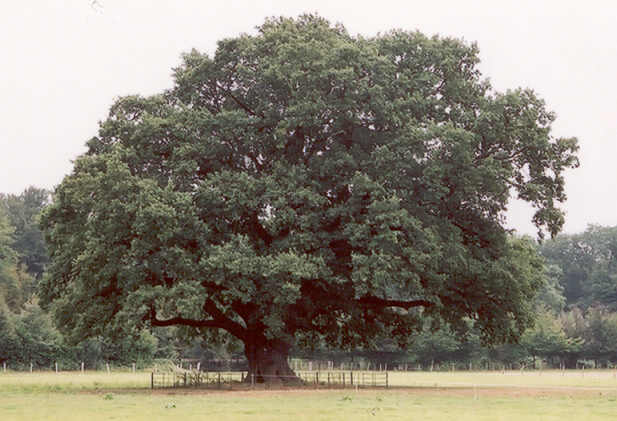
Boom in Hilverbeek te 's Graveland van ± 300 jaar oud.

Zomereik komt in de Lage Landen en in een groot deel van Europa algemeen voor. Ook autochtone herkomsten zijn nog voldoende aanwezig en zijn opgenomen in de Rassenlijst voor Bomen.
Het is de eik met het grootste verspreidingsgebied in Europa: hij is te vinden van Ierland en Noord-Portugal in het westen tot de Oeral, de Kaukasus en Noord-Turkije in het oosten. Hij ontbreekt slechts in het zuiden van het Iberisch Schiereiland, Sicilië, Zuid-Griekenland, het noorden van Scandinavië en noordelijk Rusland.
Binnen Nederland is zomereik vooral algemeen op de hogere zandgronden in het zuiden en oosten. Op de zandige stuwwallen zoals de Utrechtse Heuvelrug en de Veluwe gaat het daarbij vaak om voormalig hakhout. In de oude cultuurlandschappen op de zandgronden gaat het om talrijke kleine bosjes, houtwallen, landgoedbossen, brinken en om vrijstaande bomen in het land. Zomereik is hier al eeuwenlang de dominante boomsoort. Dit geldt voor het oude esdorpenlandschap van Drenthe, het kampenlandschap in grote delen van Overijssel en de Achterhoek en in mindere mate voor delen van Noord-Brabant en Limburg. Goede voorbeelden van het eikenrijke cultuurlandschap zijn te zien in Noordoost-Twente, op landgoederen als Twickel nabij Delden en Eerde nabij Ommen, in de Graafschap en rond Winterswijk.
Ook in de omringende landen is zomereik algemeen. Dit gaat zeker op voor Engeland, waar men spreekt van 'the English oak'. Veel gebieden in Engeland hebben een golvend coulisselandschap met kleine bosjes, houtwallen en veel vrijstaande bomen. De eik is voor dit landschap de bepalende boom, zeker sinds de eveneens algemene iep door de iepziekte is weggevaagd. Overigens is met name in het westen van Groot-Brittannië ook de wintereik erg algemeen. Ook in delen van Duitsland en Frankrijk zijn zomer- en wintereik zeer algemeen. Hier is de eik na de beuk ook in bossen de meest voorkomende loofboom.
Het beste ontwikkelt zomereik zich op voedselrijke, diepe (eventueel zandige) leem- en kleibodems. Dankzij de grote wortelenergie kan deze soort zich ook op tamelijk natte pseudogley- en gleybodems handhaven. Zomereik heeft veel licht nodig (het is een lichtminnende boomsoort) en wordt in West- en Centraal-Europa op normale groeiplaatsen verdrongen door de schaduwtolerante en sterk concurrerende beuk. Hierdoor is zomereik van nature alleen op bijzondere plaatsen overheersend: in de periodiek overstroomde gebieden langs grote rivieren in het zogenaamde hardhoutooibos, in kleiige eikenhaagbeukenbossen met stagnerend grondwater en op voedselarme, droge zandgronden in eikenberkenbossen en eikendennenbossen. In Oost-Europa komt beuk door zomerdroogte en late nachtvorst niet voor en is zomereik een dominante soort op de meeste bodems.
Veel wilde dieren eten eikels. Eekhoorns en Vlaamse gaaien verzamelen de vruchten en verstoppen ze als wintervoorraad, waarbij een flink deel wordt vergeten. Hierdoor zorgen ze tevens voor de verspreiding van de eik.

## Betekenis voor de mens

### Eikels
Zomereik is vele eeuwen van groot belang voor de mens geweest. Wanneer de eikels rond oktober en november uit de boom vallen, is er veel voedsel aanwezig voor dieren. De eikels zijn zeer voedzaam en bevatten tot 38% vet. Door de tannine zijn deze echter onbewerkt, voor mensen ongenietbaar.
Varkensvoer van eikels en beukennoten werd mast genoemd. In de Middeleeuwen werden de varkens in de herfst de bossen ingedreven en "vetgemast". In die tijd ontstond ook het gezegde "op eiken groeit het beste spek". Vanwege dit belang mocht de eik niet zomaar gekapt worden. Hij kreeg daardoor een belangrijk aandeel in de bossen. Omdat zomereik meer en grotere eikels produceert dan de wintereik, werd de eerste veel meer aangeplant.

### Hout

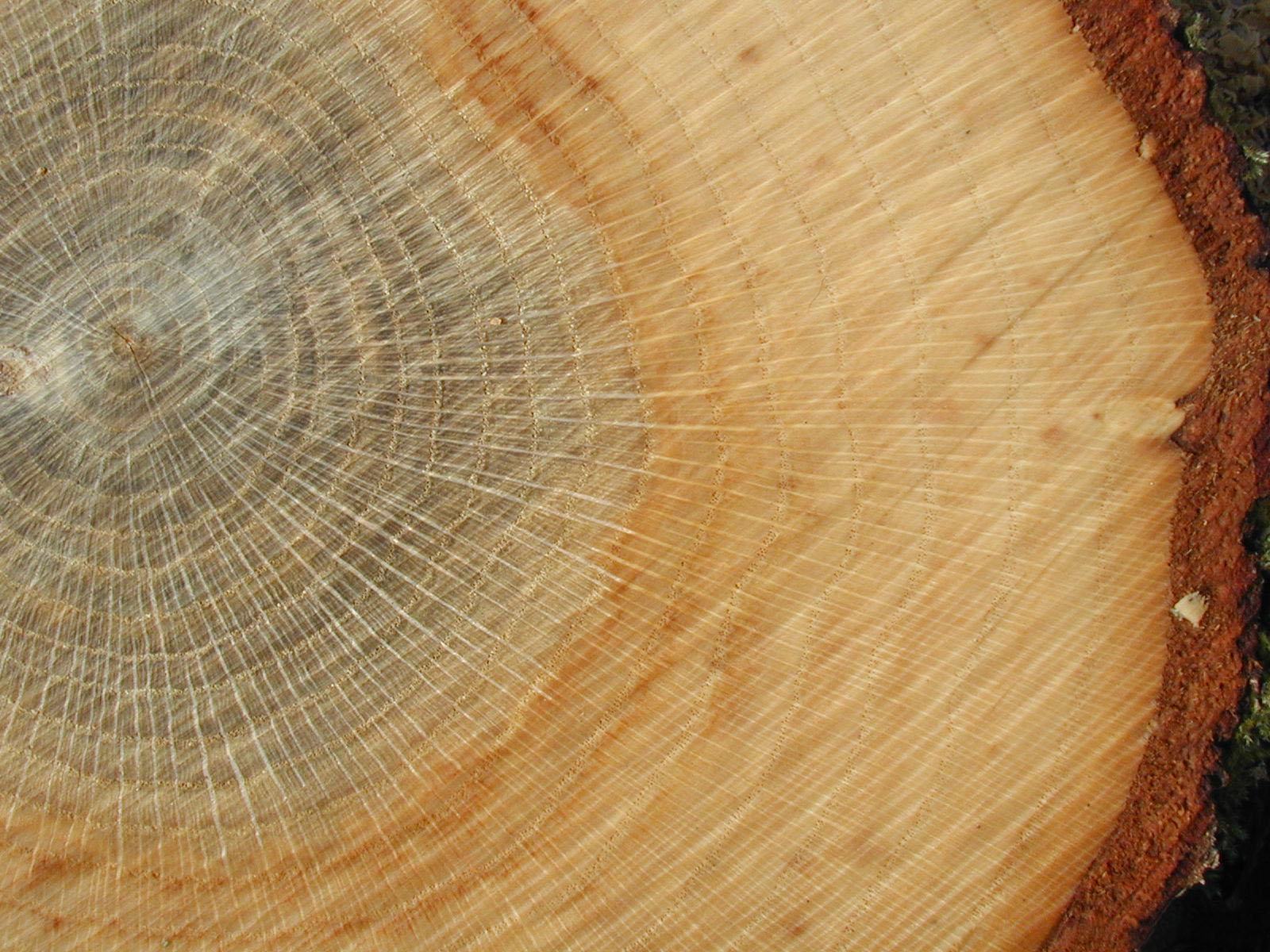
Doorsnede van ongeveer 25 jaar oude zomereik.

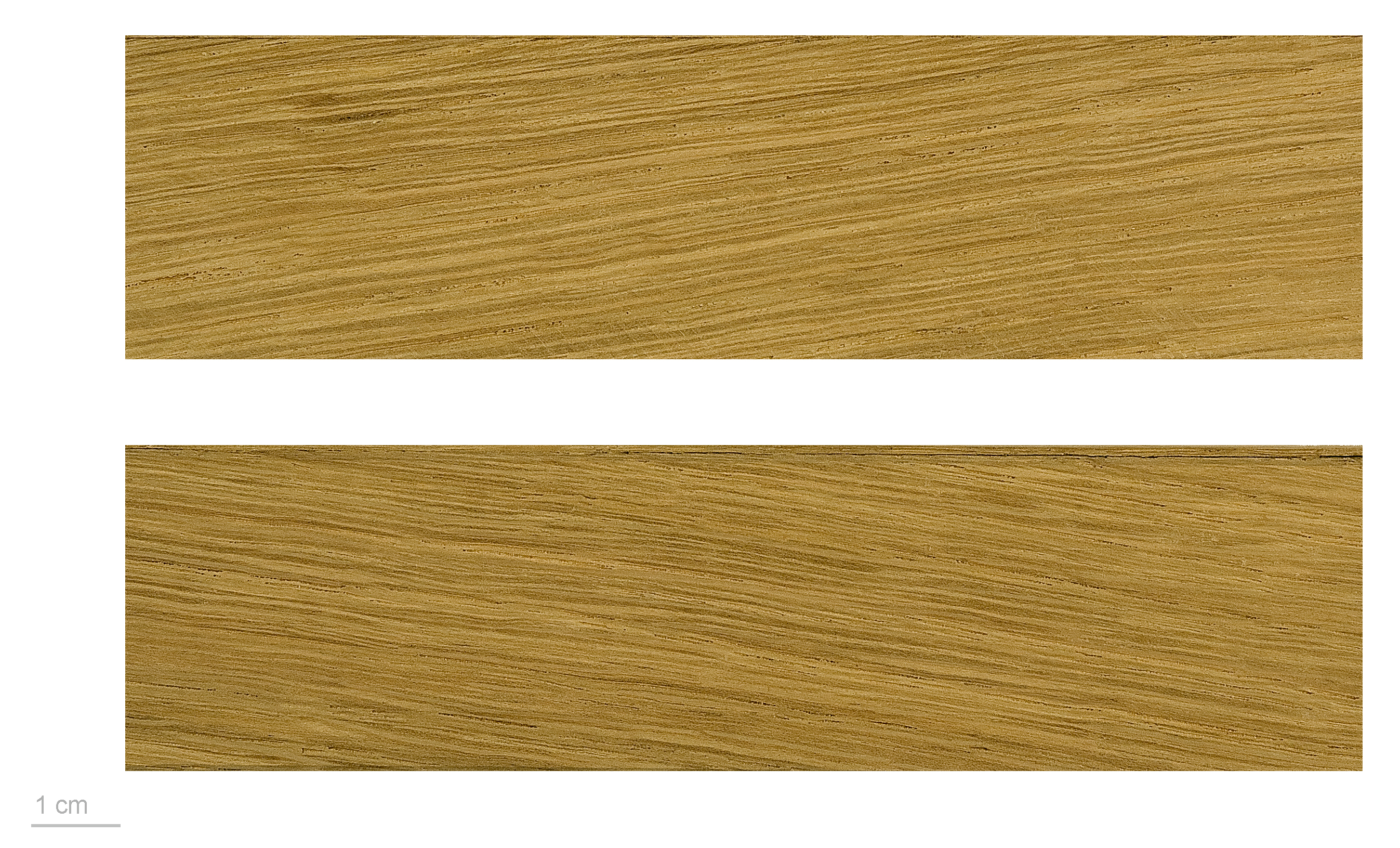
Langshout

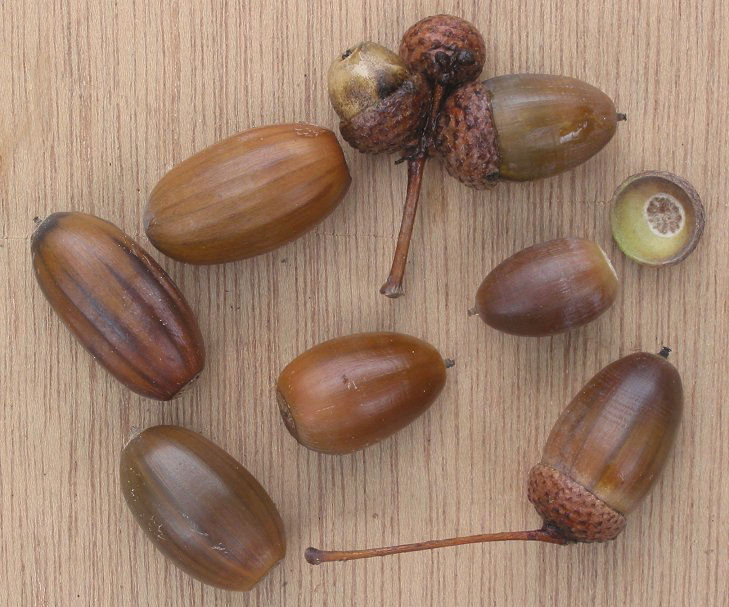
Mast

Eiken is hard, taai, zeer duurzaam en goed te bewerken. Zomereik kan op het kopse vlak qua uiterlijk sterk variëren. Het verse hout heeft doorgaans een goed te onderscheiden, licht- tot donkerbruin kernhout, met bleekbruin spint. Onder invloed van licht verdwijnt het kleurverschil geleidelijk. Eikenhout heeft een karakteristieke geur als men het bewerkt en kenmerkend zijn ook de zogenaamde "spiegels" die vaak zichtbaar zijn op het dosse vlak. Het kernhout bevat veel looistoffen, waardoor het hout blauw uitslaat als het in aanraking komt met metaal. 
Het is voor veel doeleinden te gebruiken: als bouwhout voor woningen en grotere gebouwen, in de waterbouw, voor spoorbielzen, palen en masten en in de scheepsbouw. Binnenshuis is het geschikt voor parket, trappen en als meubelhout. 
De breedte van jaarringen kan bij eiken enorm variëren. Dit is van veel factoren afhankelijk, zoals; de standplaats, de temperatuur, hoeveelheid neerslag, de bodemgesteldheid, de soort, de concurrentie van andere bomen en de genen van de boom. De ringen kunnen in sommige gevallen zo klein zijn als 0,3mm, tot soms wel 15mm. Dit kan het schatten van de leeftijd van een eik soms erg lastig maken.
Vanaf de Romeinse tijd is in grote delen van Europa vooral eikenhout gebruikt voor balken en in woningen en andere gebouwen. Inlands eikenhout uit de middeleeuwen heeft tijdens de groei vaak veel concurrentie gehad van andere bomen, doordat er destijds nog grote onontgonnen wouden stonden. Het hout uit deze tijd is door de trage groei vele malen beter van kwaliteit dan eiken dat snel heeft kunnen groeien. Monumentale boerderijen hebben vrijwel altijd eikenhouten gebinten. 
Door de bestudering van het patroon van de jaarringen door de 'dendrochronologie' zijn vele reeksen aangelegd. Hiermee kan de bouwgeschiedenis van vele constructies nauwkeurig worden bepaald. Ook levert het jaarringonderzoek informatie op over het klimaat van de afgelopen duizenden jaren.

### Hakhout

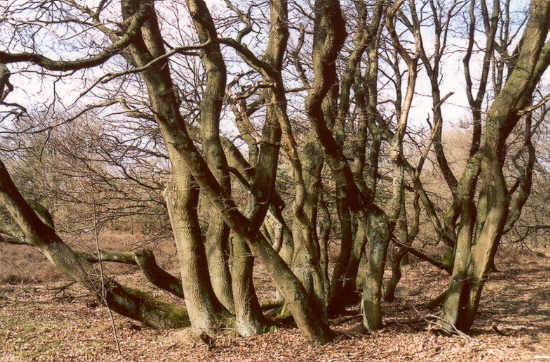
Groep eikenstammen in natuurgebied De Wilde Kamp bij Garderen.

De bast van de eik werd vroeger veel gebruikt voor de leerlooierij. Hierdoor ontstond al vanaf de vroege Middeleeuwen het eikenhakhout. Jonge eiken werden op geringe hoogte afgezet, waarna er meerdere nieuwe uitlopers groeiden. Elke 10 tot 12 jaar werden deze opnieuw gehakt. Het hout werd als brandhout gebruikt. Tot begin twintigste eeuw kwamen nog grote oppervlakten eikenhakhout voor, met name op de Veluwe.
Daarna raakte deze cultuur in onbruik. Veel hakhoutpercelen werden 'op énen gezet' ofwel omgezet in 'spaartelgenbos'. Op de Veluwe kunnen nog veel voormalige hakhoutpercelen worden aangetroffen. Recent zijn er, bij een inventarisatie van inheemse houtgewassen, op de Veluwe meerdere zeer grote groepen van zomer- en wintereik gevonden. Aanvankelijk werd verondersteld dat deze groepen restanten waren van eeuwenoud hakhoutbeheer, en werden leeftijden geschat tot 1500 à 2000 jaar. Recent is aangetoond dat veel van deze groepen op een andere wijze dan als hakhout zijn ontstaan, en dus van veel recenter oorsprong zijn (tot enkele honderden jaren oud). Dit kan o.a. zijn door instuiving en begrazing.

## Symboliek en mythologie
De eik speelt in de geschiedenis van vele Europese volken een speciale rol. De Germanen vereerden de eik als heilige boom van de dondergod Donar, ook wel van Wodan/Odin. Aan de voet van heilige eiken vonden rituele bijeenkomsten plaats, werden doden begraven en offers gebracht. Ook verschillende andere volken, waaronder de Kelten, Grieken, Romeinen en Slaven, vereerden een met de eik verbonden dondergod (respectievelijk Taranis, Zeus, Jupiter en Peroen). Dit had te maken met het gegeven dat eiken vaker en duidelijker zichtbaar worden getroffen door de bliksem. In het oude Griekenland (Hellas) was de eik aan de oppergod Zeus gewijd. Deze sprak zijn wil uit via het ruisen van de bladeren van de heilige eik van Dodona.

## Leven
Jonge eiken zijn gevoelig voor aantasting door bijvoorbeeld insecten. Vanaf hun 100e tot 200e levensjaar neemt de snelheid waarmee zij groeien af. Na deze tijd groeien zij voornamelijk in dikte. Veel eiken worden, indien de mens ze de kans geeft, 300 tot 400 jaar oud, een kleiner aantal haalt 500 tot 900 jaar. Beweringen van 1300 tot 2000 jaar oude eiken moeten met de nodige korrels zout worden genomen. In West-Europa komen de meeste van deze aloude eiken voor in Engeland, maar ook in Zweden, Duitsland en Polen zijn veel oude eiken te vinden. In Frankrijk zijn alleen lokaal echt oude solitaire eiken te vinden. De vermaarde oude Franse eikenbossen bestaan in meerderheid uit wintereiken.

## Monumentale oude eiken

### Nederland

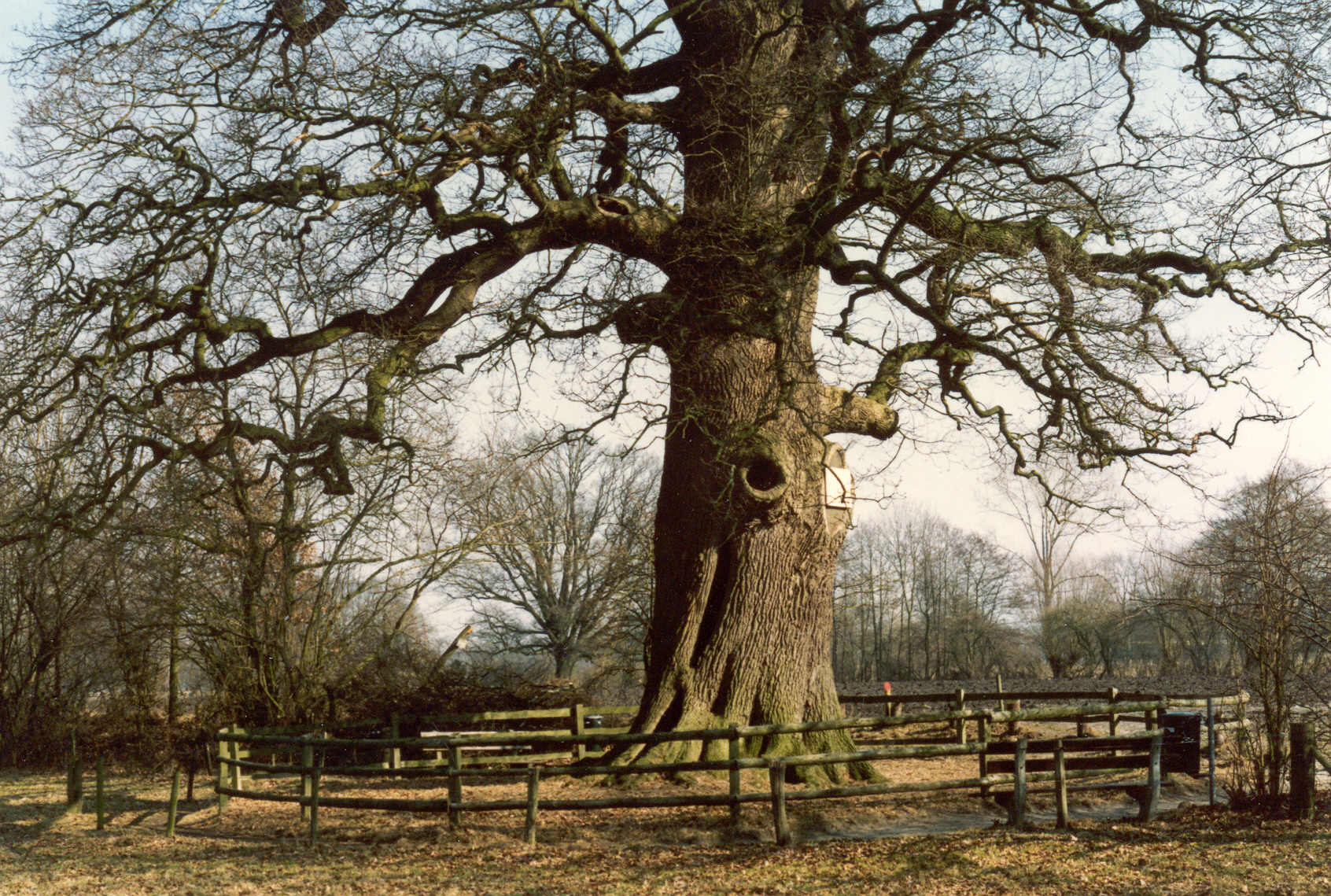
Dikke zomereik van Verwolde

In Nederland, waar het schaarse eikenhout intensief werd gebruikt, zijn slechts enkele opgaande eiken van meer dan 300 jaar aan te treffen.
Hieronder enkele bekende voorbeelden.
- Kroezeboom van Fleringen, nabij Tubbergen (Twente). Geschatte leeftijd 400 tot 500 jaar.
- Kroontje op Landgoed Baest. Vermoedelijk rond 1660 geplant, maar volgens onderzoek dat is uitgevoerd in 1930 zou de eik in 1525 gekiemd zijn.
- Dikke Boom van Huis Verwolde, bij Laren (Gelderland). Geschatte leeftijd 450 jaar.
- Wodanseiken van Wolfheze. Geschatte leeftijd 300 tot 450 jaar.
- Kroezeboom van Ruurlo. Geschatte leeftijd 350 tot 400 jaar.
- Kozakkeneik van Delden. Geschatte leeftijd 350 jaar.
- Verschillende eiken bij Paleis Het Loo, Apeldoorn. Geplant in 1685, dus een leeftijd van 338 jaar.
- Reuzeneik van Vorden. Geschatte leeftijd 250 jaar: een in augustus 2008 op 4 meter hoogte afgebroken enorme tak bevat 211 jaarringen (informatie Jeroen Philippona, Bomenstichting).
- Zomereik op Landgoed Hilverbeek, 's Graveland. Geschatte leeftijd 295 jaar. Een in 2004 afgebroken tak bevat 250 jaarringen (informatie Leo Goudzwaard, Bomenkennis).
- Twee zomereiken met de naam Adam en Eva op Landgoed Stoutenburg (gemeente Amersfoort). De leeftijd van Adam en Eva wordt geschat op 300 tot 400 jaar oud.[1]
- De eik in de omgeving van kasteel Doornenburg staat daar bekend als de oudste eikenboom van Nederland met een geschatte leeftijd van 1000 jaar wat op het bord staat bij de boom. De eik staat plaatselijk bekend als "Uiverboom".[2] Uit onderzoek door Bert Maes c.s. blijkt echter dat de eik waarschijnlijk tussen 400 en 500 jaar oud is.

### België
In België is de situatie vergelijkbaar. De oudste eik in België overtreft alle Nederlandse eiken echter ruimschoots waar het gaat om omvang en de vermoedelijke leeftijd. Deze eik is te vinden in het dorpje Liernu, iets ten noorden van Namen. Hier staat in het dorpscentrum, vlak voor de kerk, de dikste boom van de Benelux: Le Gros Chêne de Liernu heeft een stamomtrek van ruim 10 meter en een leeftijd die door velen wordt geschat op 700 jaar. Uit onderzoek naar de leeftijd van vergelijkbaar dikke eiken in Engeland en Duitsland is echter gebleken dat deze omvang al na 500 tot 700 jaar is te bereiken, wat ook voor de eik van Liernu een realistischer leeftijd zal zijn.
De Onzelievehereboom in Kortessem zou uit de 9e eeuw gedateerd zijn. Hij was zwaar beschadigd tijdens een storm in de 19e eeuw. Een zware rukwind velde de boom op 18 juli 2009.
| - In 2010 34 m hoog en met een stamomtrek op 150 cm hoogte van 704 cm. Boom in Edingen (België) – Parc du Château. - De Onzelievehereboom in de winter - De binnenzijde van de Onzelievehereboom |

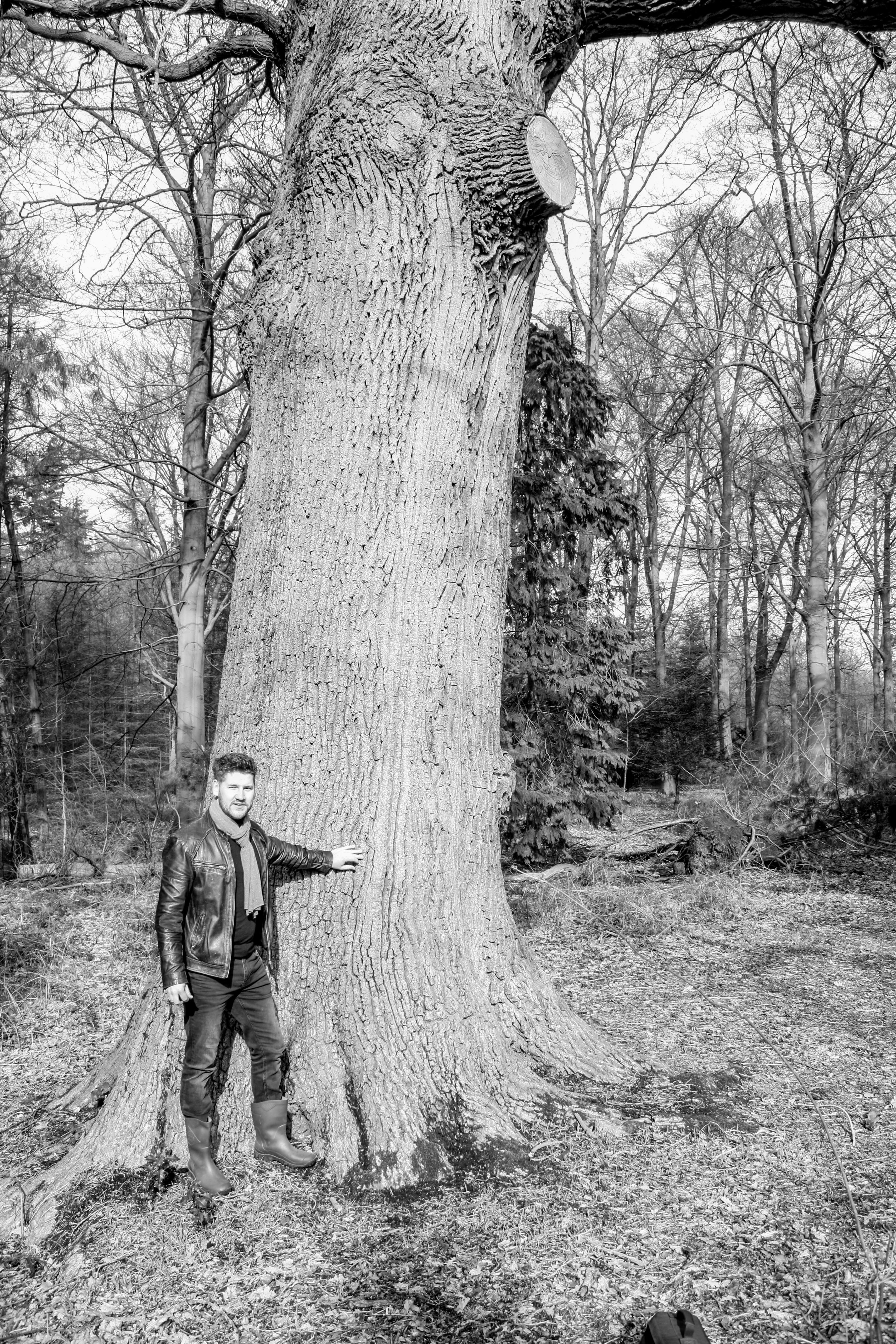
Een eeuwenoude zomereik.

Een andere bekende eik in België is de "Duizendjarige eik" of "Heilige eik" van Lummen, ten noordwesten van Hasselt. Ook deze eik is ondanks verschillende legendes waarschijnlijk minder oud.
In het kasteelpark in Edingen staat "Le Chêne du Duc Prosper", met een hoogte van 34 m en een stamomvang op 1,5 m hoogte van 7 meter, met een leeftijd die waarschijnlijk minstens 300 jaar bedraagt.
In Stal-Koersel stond tot 1994 een oude eik gekend onder de naam "Droogmanseik". Deze werd geschat op 750 jaar en werd in 1994 geveld tijdens een onweer (H.B.v.L. april 1994). Op 1,50 meter hoogte had deze eik een omtrek van +/- 4,82 meter.

### Groot-Brittannië

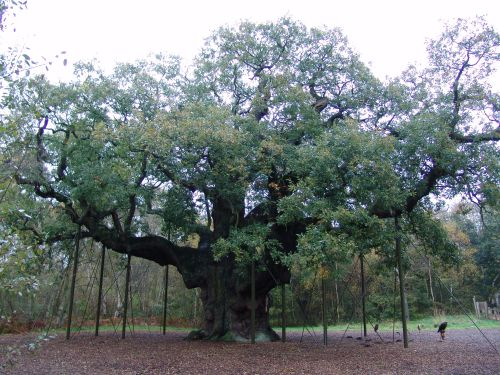
'Major Oak' in Sherwood Forest

Enkele plaatsen in Groot-Brittannië waar indrukwekkende oude zomereiken kunnen worden aangetroffen.
- Windsor Great Park, ten westen van Londen, met honderden eiken van 300 tot 700 jaar, sommige wellicht ouder.
- Sherwood Forest nabij Nottingham. Met honderden oude eiken in het bos, door jaarringonderzoek aangetoond tot meer dan 500 jaar maar deels waarschijnlijk tot 700 à 800 jaar oud. Hiertoe behoort de beroemde 'Major Oak', de meest bezochte boom van Engeland, die doorgaat voor de boom waar Robin Hood zich in verborg.
- Fredville Park bij het dorp Nonington, Kent. Hier staat tussen andere oude bomen, 'Majesty'. Met zijn reusachtige stam met een omtrek van ruim 12 meter een van de dikste en indrukwekkendste Britse eiken. Zijn leeftijd wordt geschat op 500 tot 600 jaar.

### Duitsland

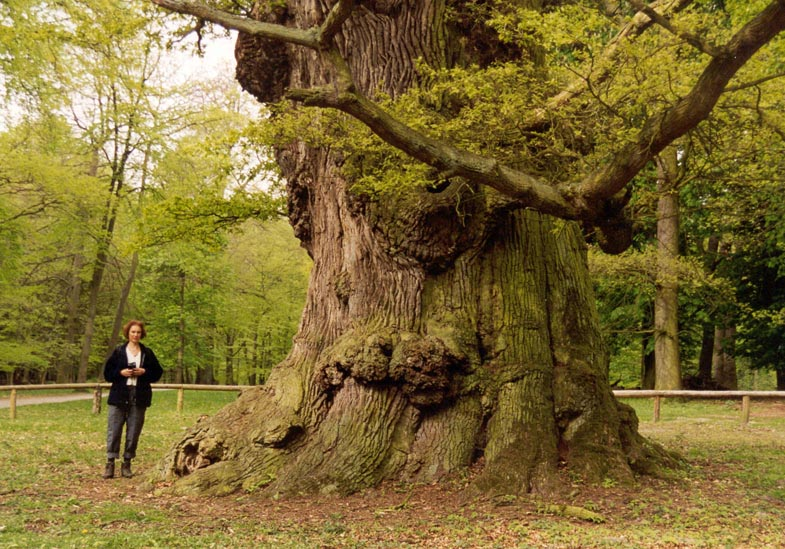
Eik Ivenack

- Urwald Sababurg ten noorden van Kassel.
- Urwald Hasbruch nabij Oldenburg, Nedersaksen
- De Eiken van Ivenack in de bondsstaat Mecklenburg-Vorpommeren, Noordoost-Duitsland. Uit jaarring-onderzoek met behulp van een aanwasboor en vergelijking met omgevallen eiken in het gebied blijkt dat de oudste eiken hier een leeftijd hebben van 500 tot 800 jaar. De grootste en vermoedelijk oudste eik van Ivenack is waarschijnlijk 750 tot 800 jaar oud. Eerder werd aan 1000 tot 1200 jaar gedacht, maar dit is gezien de jaarringbreedte bij deze en andere eiken niet waarschijnlijk. De oudere eiken hier zijn allen hol, zodat alleen een leeftijdsschatting mogelijk is door vergelijking en extrapolatie.

### Frankrijk

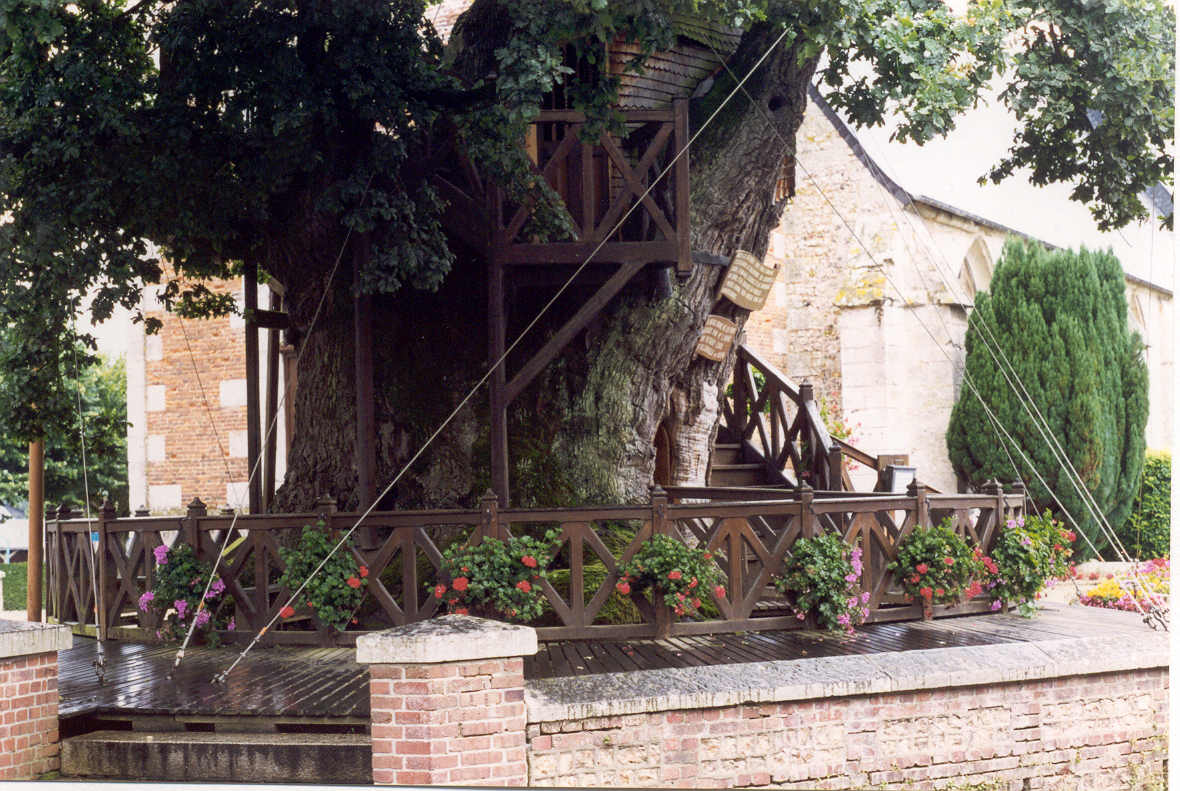
Kapel-eik van Allouville-Bellefosse

- De Kapel-eik van Allouville-Bellefosse, een dorpje ten noordwesten van Rouen in Normandië. Naast de dorpskerk staat hier de beroemdste boom van Frankrijk. In deze eeuwenoude eik zijn in de 17e eeuw twee kapelletjes gebouwd. De onderste kapel bevat een klein altaar met een Mariabeeld en is gewijd aan "Onze Lieve Vrouwe van de Vrede". De bovenste kapel kan worden bereikt via een rond de boom gebouwde wenteltrap. Dit curieuze religieuze monument wordt jaarlijks door tienduizenden bedevaartgangers bezocht. De leeftijd van deze eik wordt uiteenlopend geschat van 800 tot 1500 jaar. De lage schatting is, gezien onderzoek aan andere eiken in Europa, het meest realistisch.

### Litouwen
- De eik van Stelmužė, nabij Zarasai, heeft een stamdoorsnede van 3,5 en een omtrek van 12 m. De leeftijd is moeilijk te bepalen wegens de holle stam maar wordt geschat op 1500 tot zelfs 2000 jaar, wat het een der oudste eiken van Europa maakt.[6][7]

### Polen
- De eiken van Rogalin, ten zuiden van Poznan. Meerdere exemplaren worden op ruim 600 jaar geschat.
- Het oerbos van Białowieża. Hier groeien vele zeer hoge en oude zomereiken in gesloten bosopstand, deels in het beroemde 'oerwoud'-reservaat. Zie ook de Poolse Wikipediapagina over zomereik.

### Scandinavië
De meest noordelijke eiken van Europa groeien langs de kust van Noorwegen en tot rond Stockholm in Zweden.
- Langs de Noorse Fjorden staan geïsoleerde oude exemplaren, bijvoorbeeld langs de Hardangerfjord en zelfs de Sognefjord.
- In het zuidoosten van Zweden staan zelfs opmerkelijk grote aantallen zeer oude eiken. Beroemd is de "Kvill-eken" bij Rumskulla, nabij de Pippi-Langkousstad Vimmerby. Dit is de dikst bekende eik van Europa, met een stamomtrek van 14 meter en een geschatte leeftijd van 800 tot 1000 jaar. Ook in de omgeving van Stockholm staan vele eerbiedwaardige eikreuzen.
- Ook Denemarken staat bekend om zijn oude eiken: hier staat de "Kongeegen", de Koningseik. Aan deze boomruïne en een iets kleinere buurboom is onderzoek van de jaarringen gedaan. Daarbij heeft men de leeftijd geschat op 1400 jaar, waarmee het wellicht de oudste eik van Europa zou zijn. Aanzienlijk minder oud is de Ambrosius-eik bij het kasteel Valdemars Slot. De Valdemarsegen bij Karleby is waarschijnlijk de eik met de grootste omvang in Denemarken.

## Ziekten en plagen
Zomereik kan vooral als zaailing en in de jeugdfase aangetast worden door Mycrosphaera alphitoides (een echte meeldauw). Op de bladeren zitten dan witte meelachtige vlekken. Ook de zogenaamde sint-jansloten (tweede groeischeut) zijn gevoelig voor deze aantasting. Bladluizen kunnen kleine, geelachtige vlekken veroorzaken, waardoor de bladeren kunnen verdorren.
De eikenprocessierups is de laatste jaren vooral in het zuiden van Nederland een jaarlijks terugkerende plaag geworden. Andere rupsen die op zomereik voorkomen zijn de groene eikenbladroller, de kleine wintervlinder, de eikenpage en de bastaardsatijnvlinder. Soms komt ook de ringelrups op zomereik voor.
Daarnaast kan de lindebladwesp op de bladeren voorkomen. De larve vreet het bladmoes aan de achterzijde van het blad op.
Op de bladeren kunnen ook gallen voorkomen. Grote ronde galappeltjes, kleine platte en andere vormen. De meest bekende soort is de eikengalwesp (Cynips quercusfolii), die op de onderkant van eikenbladeren 3 centimeter grote gele tot rode galappels veroorzaakt.
Op de onderkant van de bladeren zijn in de herfst platronde bolletjes te zien van de vrouwelijke lensgal (Neuroterus quercusbaccarum), die makkelijk loslaten. Vaak is de grond ermee bezaaid. In deze bolletjes overwintert de larve. In mei komen van dezelfde galwesp besgalletjes voor zowel op de jonge bladeren als op de bloemsteeltjes. In deze galletjes kunnen vrouwelijke of mannelijke wespjes zitten.
Ook komt de plaatjesgal of eikennapjesgal (Neuroterus albipes forma laeviusculus) op de eikenbladeren voor. De kleur kan wit, bleekroze of purperrood zijn en ze zijn 2–4 mm in doorsnee. Ze kunnen zowel aan de onderkant als aan de bovenkant van het blad zitten. Uit deze gallen komen alleen vrouwelijke galwespen, die hun eitjes in bloemknoppen leggen. In mei komen zo besgalletjes voor op de bloemsteeltjes. In deze galletjes kunnen zowel vrouwelijke als mannelijke wespjes zitten.
De ananasgal of eikenroos wordt veroorzaakt door de galwesp Andricus foecundatrix. De schutbladen van de knop groeien dakpansgewijs uit tot een 2 tot 3 cm grote, op een dennenappel lijkende, gal. In de herfst opent de knop en valt er een tot 6 mm grote binnengal uit met daarin de larve van de galwesp.
De knikkergal wordt veroorzaakt door de galwesp Andricus kollari. In de bladoksels ontstaan ronde gallen, waaruit in september de 3,5-4,5 mm grote galwespjes tevoorschijn komen.
Verzwakte bomen kunnen worden aangetast door de eikenprachtkever (Agrilus biguttatus), waarvan de larven gangen onder de bast graven. Hierdoor wordt de sapstroom onderbroken en gaan de bomen dood.
Naast aantastingen van biotische aard, is zomereik ook gevoelig voor bepaalde abiotische factoren zoals lentevorst, waardoor vorstscheuren kunnen ontstaan.

aantastingen
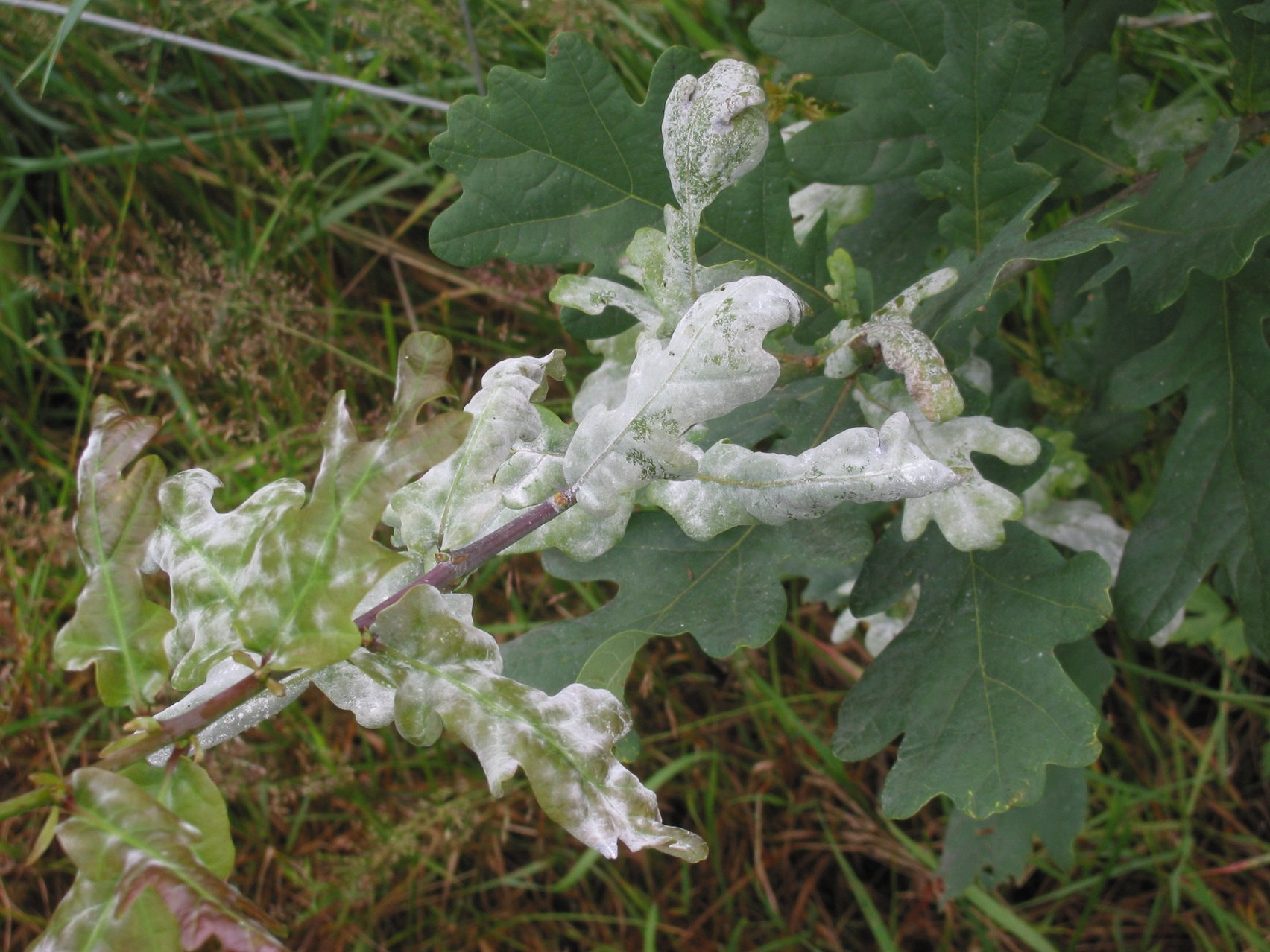
Meeldauw
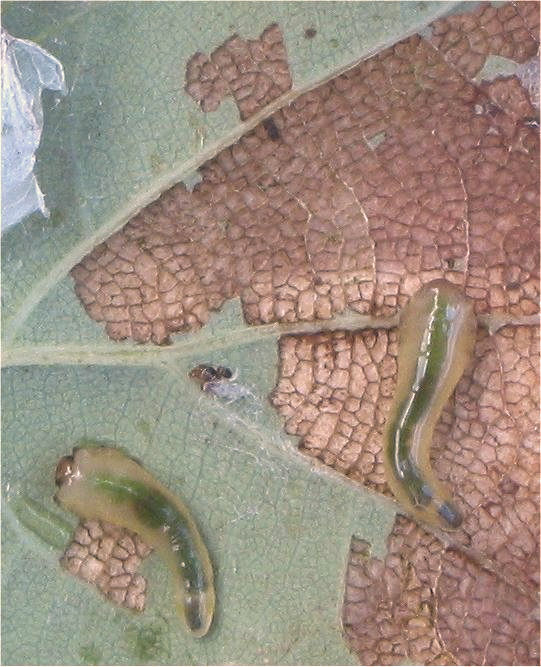
Bastaardrupsen van de lindebladwesp.
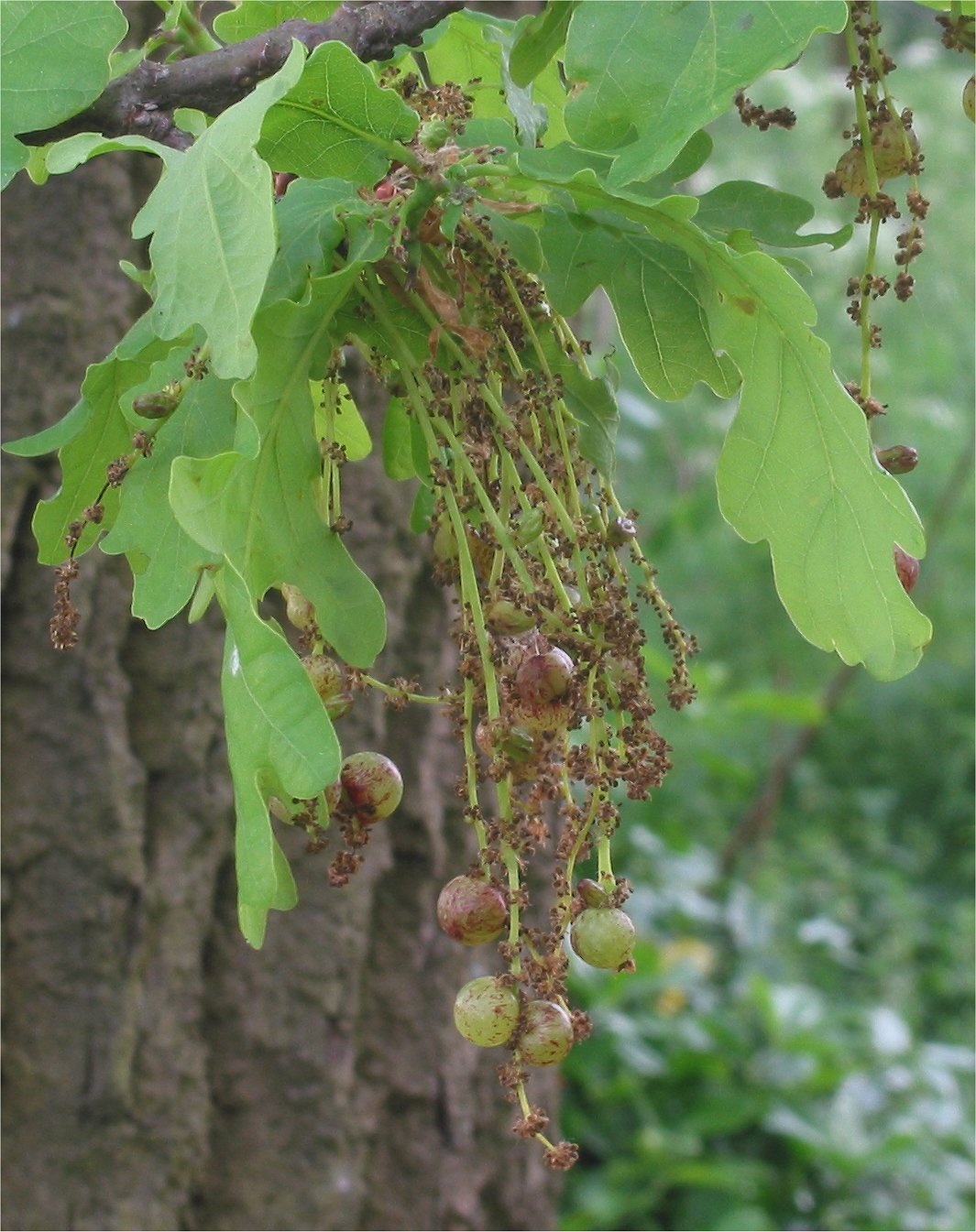
Eikengallen van Neuroterus albipes forma laeviusculus op mannelijke bloeiwijze.
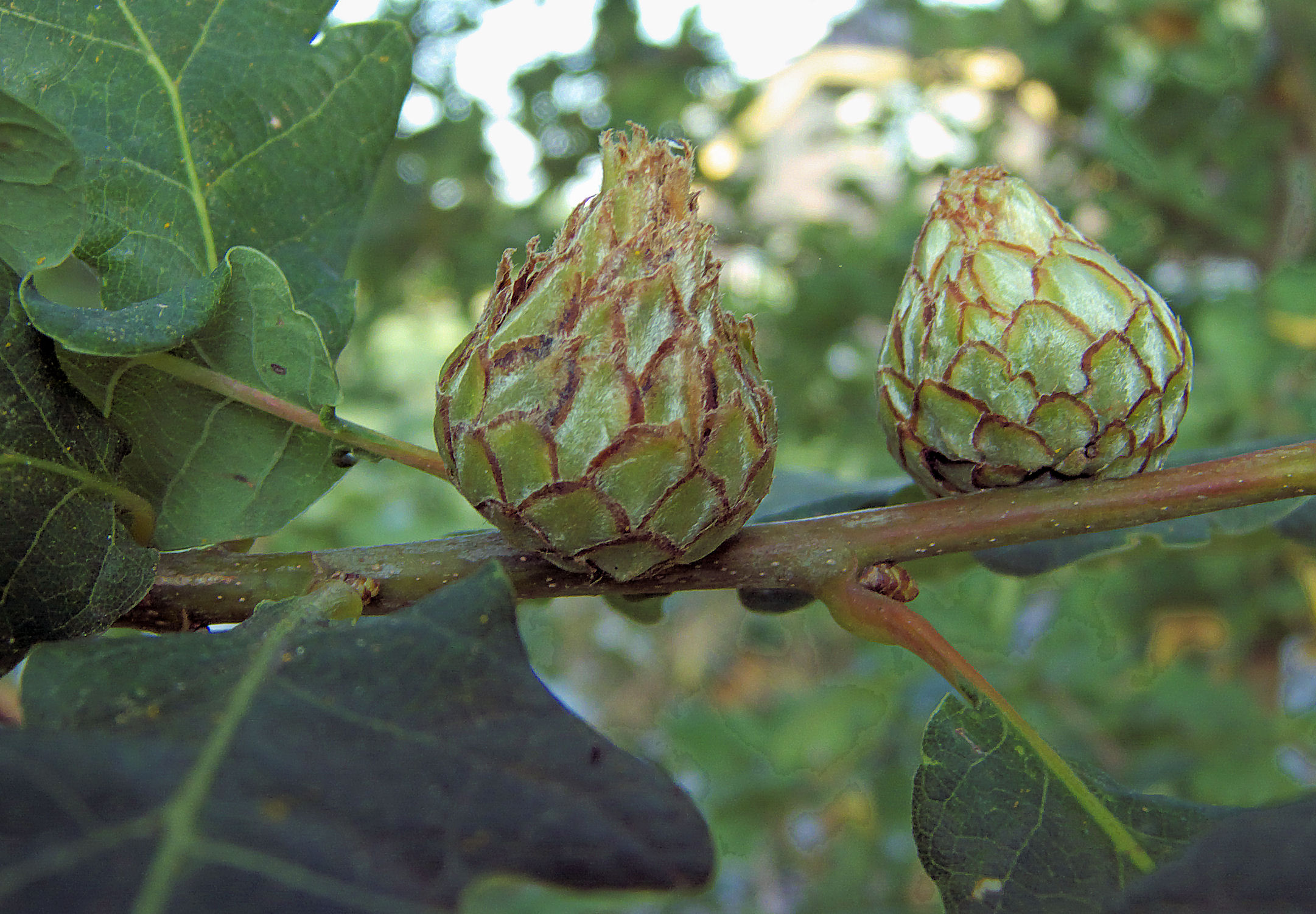
Ananasgallen: vrouwelijke gallen van Andricus foecundatrix
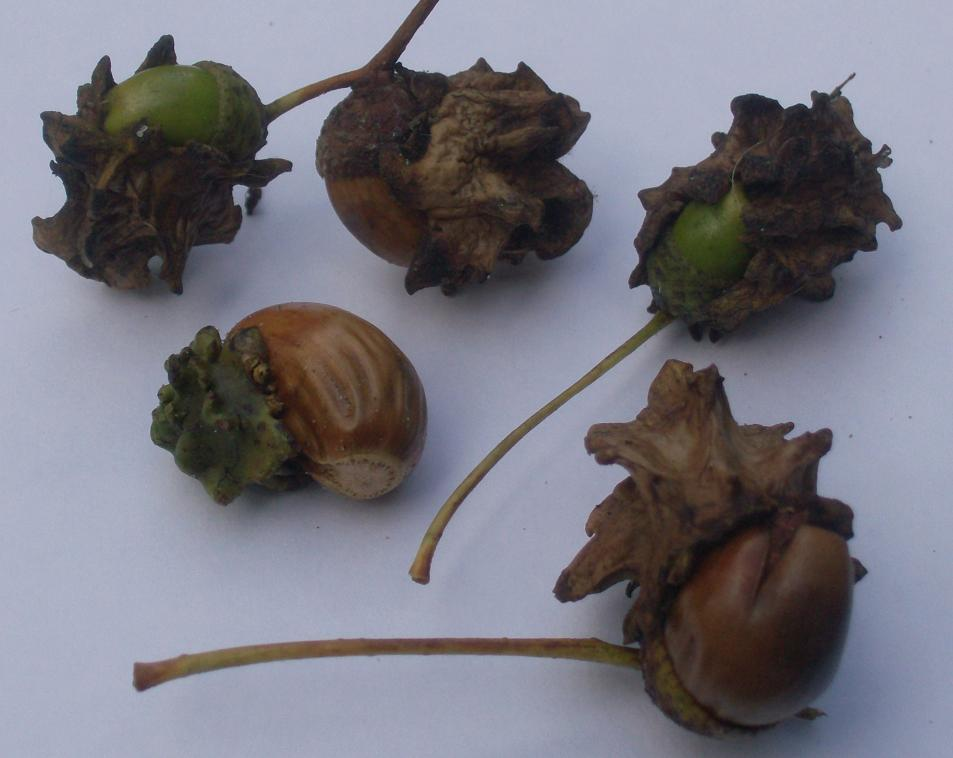
Knoppergal van de galwesp Andricus quercuscalicis
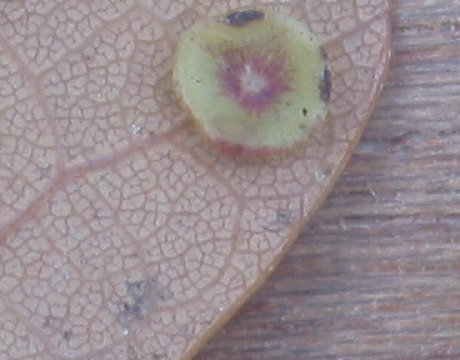
Onderkant eikenblad met vrouwelijke plaatjesgal
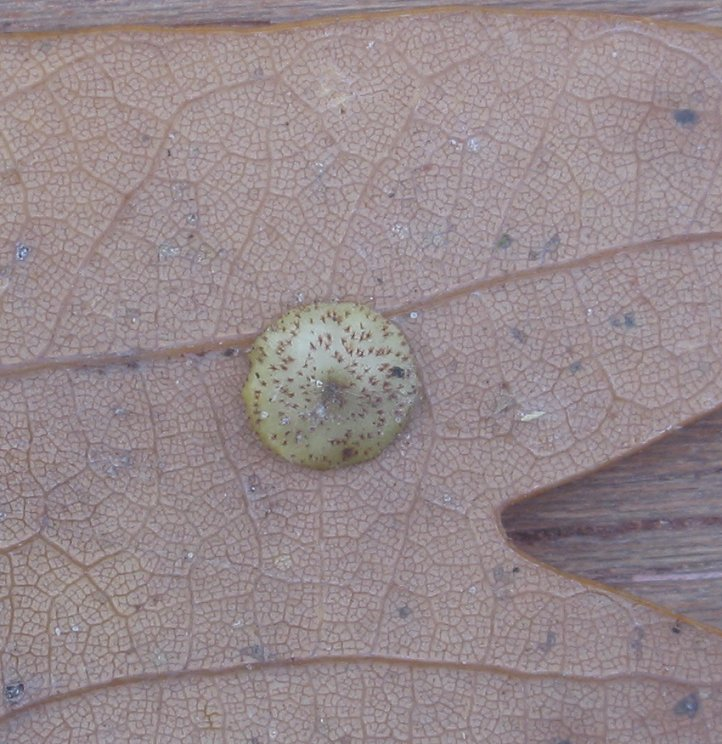
Onderkant eikenblad met vrouwelijke lensgal
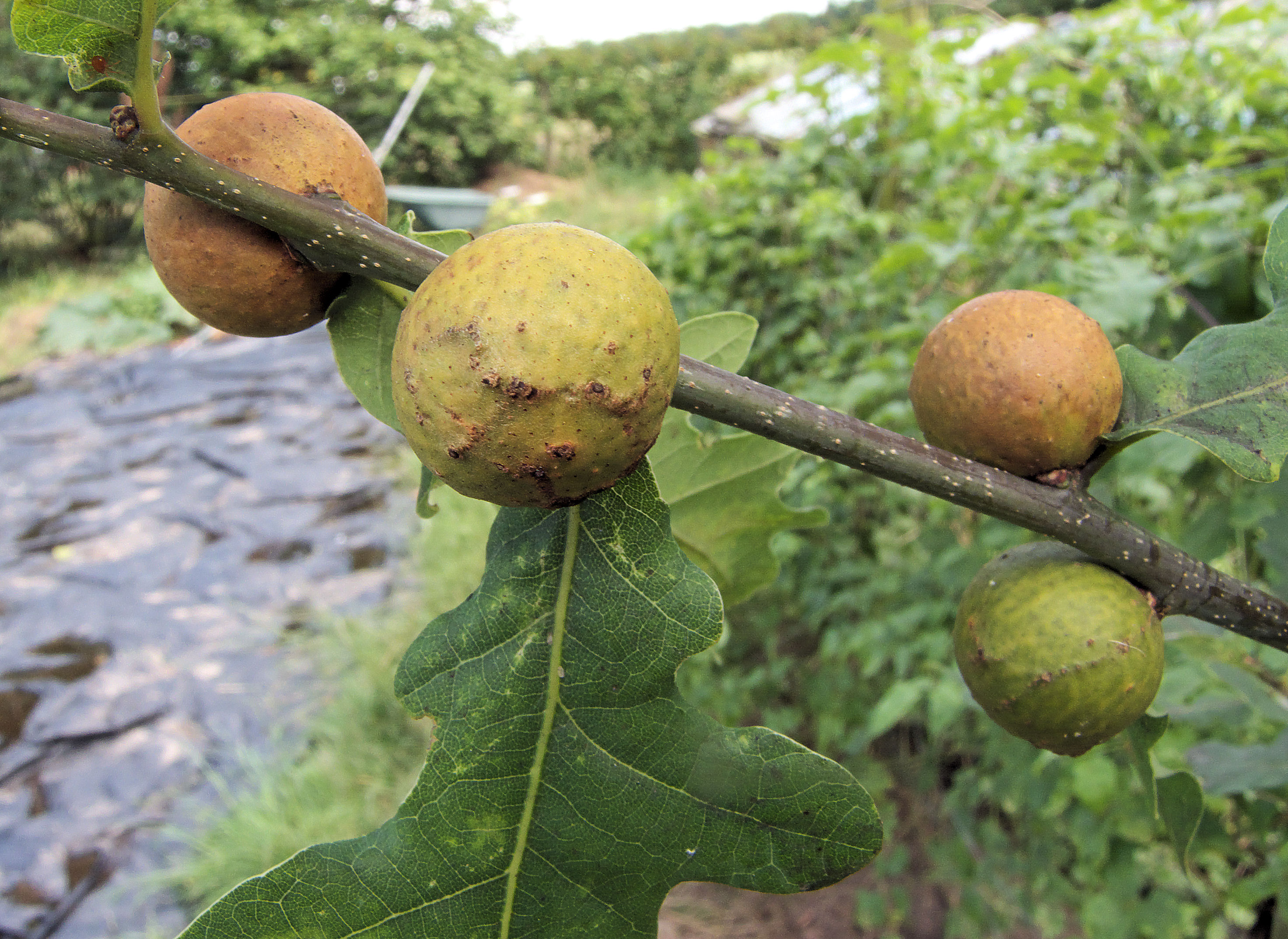
Knikkergallen
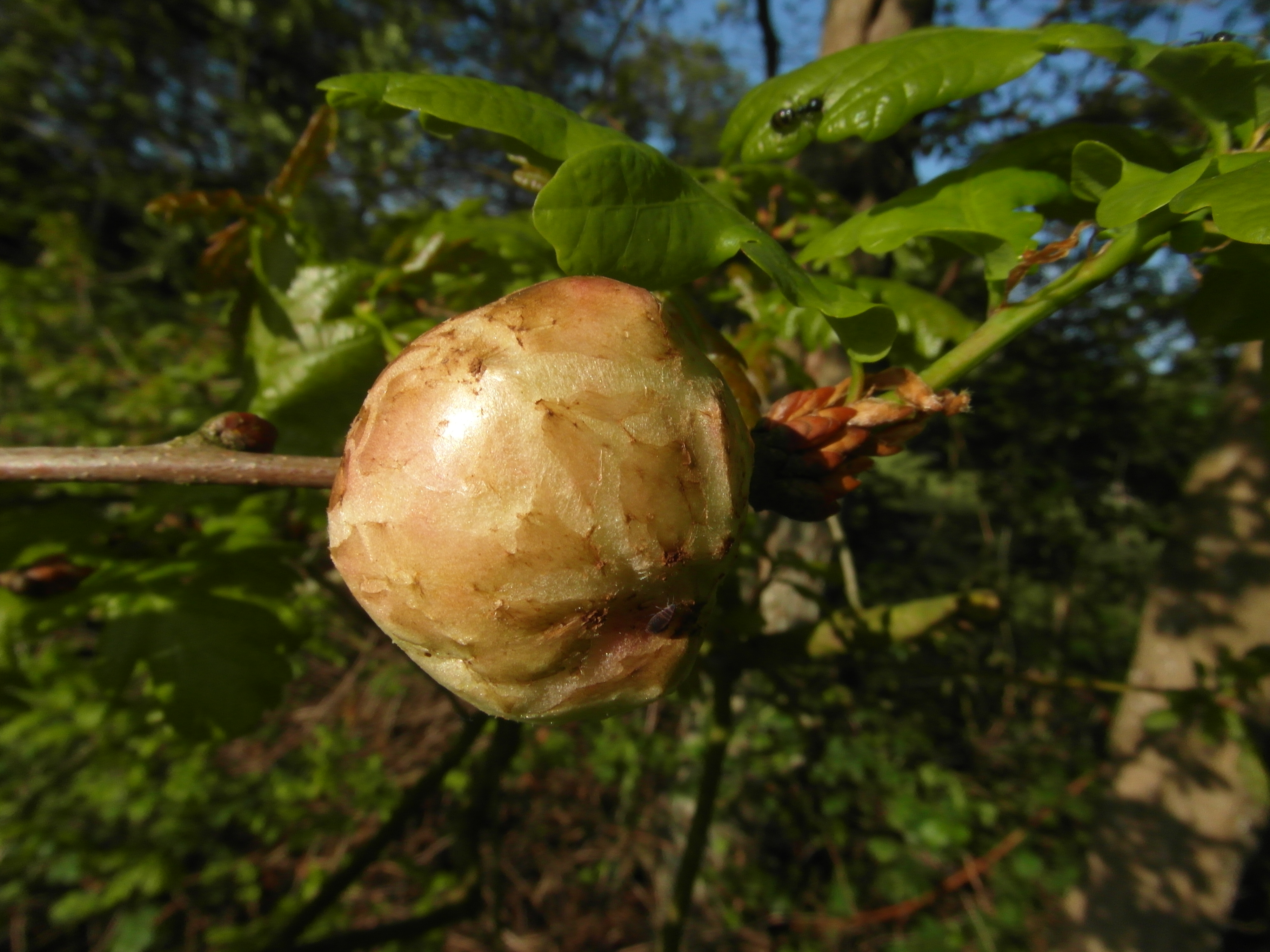
Aardappelgal veroorzaakt door de aardappelgalwesp
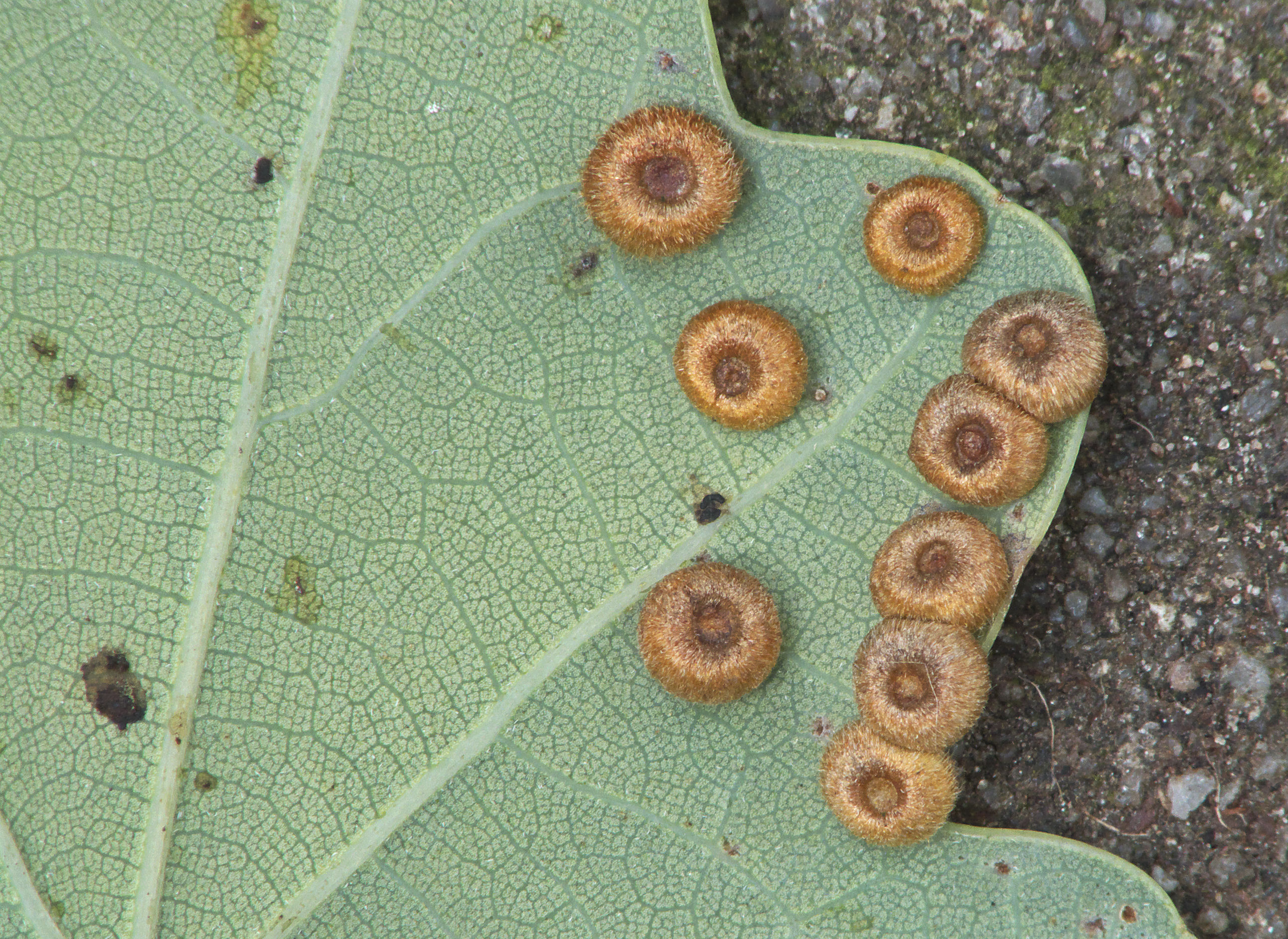
Satijnen knoopjesgallen